# Massaker von Changjiao
Das Massaker von Changjiao war ein Massaker, das während des Zweiten Weltkriegs von Truppen der Kaiserlich Japanischen Armee in Changjiao, Hunan, an chinesischen Zivilisten verübt wurde. Zum Zeitpunkt des Massakers war Shunroku Hata der Oberkommandierende der China-Expeditionsarmee. Vom 9. bis 12. Mai 1943 ermordeten japanische Einheiten tausende Zivilisten und vergewaltigten tausende Frauen. In chinesischen Quellen wird die Zahl der Todesopfer mit 30.000 angegeben.